# Huttrop
Huttrop ist ein südöstlich der Innenstadt gelegener Stadtteil der Stadt Essen. Er besitzt überwiegend Wohnbebauung. Nach Nordwesten, in Richtung Innenstadt, geht der Stadtteil ohne sichtbare Grenze über in den Stadtteil Südostviertel. Den westlichen Bereich von Huttrop bildet das stadtplanerisch und architektonisch interessante Moltkeviertel, das in Teilen auch im Südostviertel liegt.

## Geschichte
Aus den drei einzelnen Kleinbauerschaften Brünglinghausen, Hovescheidt und Huttrop, letzterer erstmals 1319 erwähnt, ging im 17. Jahrhundert die Großbauerschaft Huttrop hervor. Es gab zudem weitere Höfe, wobei es vom Volmerhof archäologische Spuren gibt. Durch die Großbauerschaft verlief die Essen-Steeler Landstraße, die als Teil des Hellwegs gesehen wird. Sie verlief vom Steeler Tor der Essener Stadtmauer zur Stadt Steele. In den Jahren 1788 bis 1794 wurde sie ausgebaut und Steeler Chaussee genannt (seit 1908: Steeler Straße). Grabmäler von Nachfahren der alten Huttroper Geschlechter befinden sich auf dem Alten Friedhof Huttrop und stehen heute unter Denkmalschutz.
Am 1. September 1808 wurde im von Napoleon errichteten Großherzogtum Berg die Munizipalität Altenessen gebildet, zu der neben Huttrop auch Frillendorf, Katernberg, Kray, Leithe, Rotthausen, Rüttenscheid, Schonnebeck, und Stoppenberg gehörten. 1815 kam, nach der Niederlage Napoleons, diese Munizipalität nach Neuordnung durch den Wiener Kongress an Preußen und wurde zur Bürgermeisterei Altenessen. Am 1. Januar 1874 wurde Huttrop mit allen Teilen außer Karnap aus der Bürgermeisterei Altenessen ausgegliedert und kam an die neue Bürgermeisterei Stoppenberg. Am 1. April 1908 wurde Huttrop schließlich zur Stadt Essen eingemeindet.

### Wappen

Wappen von Huttrop

Blasonierung: „In Gold (Gelb) ein blauer Hut mit roter gekreuzter Kordel begleitet von fünf blauen aufrechten Tropfen im Verhältnis 2:2:1.“
Das Wappen wurde von Kurt Schweder entworfen und hatte nie offiziellen Charakter. Ende der 1980er Jahre schuf der Heraldiker für alle Essener Stadtteile Wappen. Sie sind inzwischen von der Essener Bevölkerung gut angenommen worden.
Es handelt sich hier um ein klassisches „redendes Wappen“, es stellt einen Hut begleitet von Tropfen dar. Der Namensteil „trop“ steht für Dorf. Die Silbe Hut hat jedoch durch die Forscher verschiedenste Deutungen erfahren und bleibt weiterhin ein Rätsel (Höhe, Hügel, Hütte usw.). Für die Wappengestaltung ist das allerdings nicht problematisch, denn in der Heraldik ist die wissenschaftliche Bedeutung zweitrangig. Wichtig ist die bildliche Vorstellung, die der Klang der Namens vermittelt.

## Bevölkerung
Am 31. März 2025 lebten 15.483 Einwohner in Huttrop.
Strukturdaten der Bevölkerung in Huttrop (Stand: 31. März 2025):
- Bevölkerungsanteil der unter 18-Jährigen: 17,1 % (Essener Durchschnitt: 16,9 %)[5]
- Bevölkerungsanteil der mindestens 65-Jährigen: 23,1 % (Essener Durchschnitt: 21,7 %)[6]
- Ausländeranteil: 22,2 % (Essener Durchschnitt: 20,6 %)[7]

## Einrichtungen
In Huttrop liegen die beiden Essener Krankenhäuser Huyssens-Stiftung und die älteste Klinik Essens, das Elisabeth-Krankenhaus. Es existierte seit 1844 in den Räumen des ehemaligen Kapuzinerklosters Essen. In den letzten Jahren ist es erweitert und saniert worden.
Des Weiteren liegt hier der Parkfriedhof mit der größten zusammenhängenden Friedhofsfläche in Essen. Südlich der Steeler Straße existiert noch der historische Huttroper Friedhof, der mehrere denkmalgeschützte Grabmäler besitzt, aber heute nicht mehr für Bestattungen genutzt wird. In der Dinnendahlstraße liegt die Bezirkssportanlage mit der Sporthalle Hubertusburg. Außerdem befindet sich in Huttrop die 1973 errichtete, ehemalige Konzernzentrale von E.ON Ruhrgas. Am 18. Oktober 2010 bezog E.ON Ruhrgas einen Neubau in Rüttenscheid. Das alte Gebäude wurde Anfang Oktober 2011 von der Essener Fakt AG erworben und wurde später als sogenannter Ruhrturm mit Hotel, Büros und Konferenzzentrum eröffnet.

### Kirche
Im Stadtteil gibt es die katholische Kirche St. Bonifatius sowie die katholische Kirche des Elisabeth-Krankenhauses, deren Geschichte bis ins 18. Jahrhundert reicht. Die evangelische Neue Pauluskirche wurde 2007 entwidmet und 2015 zum Altenwohnheim mit Kindertagesstätte umgebaut.

### Bildung
Kindergärten:
- Kita der AWO
- Kindergarten „Zauberstern“
- evangelischer Kindergarten
- katholische Kita „Bonifatius“
- Kindergarten „Sterntaler“, Verein für Kinder- und Jugendarbeit
- Kita „Lummerland“
- Kita „Kinderkiste“

Grundschulen:
- Schule an der Schwanenbuschstraße
- Winfriedschule
- Schule am Lönsberg

Weiterführende Schulen:
- Berufskolleg Ost der Stadt Essen
- Berufskolleg Franz Sales Schule, Fachkräfteausbildung für die Behindertenhilfe
- Franz Sales Förderschule für Kinder und Jugendliche mit geistiger Behinderung
- Sonderschule Pestalozzi-Schule
- Robert-Schmidt-Berufskolleg
- Ruhr-Kolleg (geschlossen)

Franz Sales Haus:

Im katholischen Franz Sales Haus, benannt nach dem heiligen Franz von Sales, werden Menschen mit geistigen, psychischen und mehrfachen Behinderungen in ihrer Eigenständigkeit gefördert und unterstützt. Am 3. April 1884 wurde die Institution als Verein zur Erziehung und Pflege katholischer idiotischer Kinder beiderlei Geschlechts aus der Rheinprovinz gegründet. Seit 1892 liegt der Stammsitz an der Steeler Chaussee, der heutigen Steeler Straße. In Essen betreuen heute (Stand: 2009) etwa 800 Mitarbeiter an 20 Standorten rund 1500 geistig behinderte Menschen.

## Verkehr
Da dieser Stadtteil nahe dem Essener Stadtkern liegt, ist das Verkehrsaufkommen sehr hoch. Es besteht ein direkter Anschluss an die A 52 nach Düsseldorf sowie über den benachbarten Stadtteil Südostviertel ein Anschluss an die A 40, den so genannten Ruhrschnellweg.
Der ÖPNV versorgt den Stadtteil Huttrop mit den Straßenbahnlinien 103 und 109 sowie den Buslinien 146, 160, 161, NE5 und NE14 der Ruhrbahn.
| Linie | Verlauf | Takt (Mo–Fr)                                          |
| ----- | --- | ----------------------------------------------------- |
| 103   | Dellwig Wertstraße – Essen-Dellwig Bf – Gerschede – Borbeck Germaniaplatz – Borbeck Bf – Schloss Borbeck – Borbeck Süd Bf – Helenenstraße – U Berliner Platz – U Rheinischer Platz – U Rathaus Essen – Hollestraße – Huttrop – Steele | 10 min (nicht abends)                                 |
| 109   | Frohnhausen Breilsort – Alfred-Krupp-Schule – Berthold-Beitz-Boulevard – U Berliner Platz – U Rheinischer Platz – U Rathaus Essen – Hollestraße – Huttrop – Steele                                                                    | 10 min                                                |
| 146   | Essen Hbf – Huttrop Feldhaushof – Frillendorfer Platz – Kray Mitte – Kray Nord Bf – Kray Mitte – Kray Süd Bf – Isinger Feld – Leithe Wackenberg                                                                                       | 5 min (Essen Hbf–Kray Nord) 20 min (Kray Nord–Leithe) |
| 160   | Borbeck Bf – Altendorf Schölerpad – Nöggerathstr. – Frohnhausen, Gervinusstr. – Holsterhausen – Rüttenscheid Martinstraße – Bergerhausen Huttropstr. – Huttrop Schwanenbuschstr. – Frillendorf – Stoppenberg Ernestinenstr.           | 20 min                                                |
| 161   | Altendorf Schölerpad – Frohnhausen – Frohnhausen – Holsterhausen – Rüttenscheid Martinstraße – Bergerhausen Huttropstr. – Huttrop Schwanenbuschstr. – Frillendorf – Stoppenberg Ernestinenstr.                                        | 20 min                                                |
| NE5   | Essen Hbf – Huttrop – Steele – Steele Ost – Ruhrau – Hörsterfeld | 60 min                                                |
| NE14  | Bergeborbeck Bf – Altendorf, Helenenstraße – Bockmühle – Frohnhauser Platz – Alfred-Krupp-Schule – Holsterhauser Platz – Rüttenscheid, Martinstraße – Huttropstraße – Steele – Kray Süd Bf – Kray Mitte – Kray Nord Bf                | 60 min                                                |

Unweit von Huttrop entfernt liegt der Essener Hauptbahnhof.

## Söhne des Ortes
- Ernst Friedrich Bange (1893–1945), Kunsthistoriker
- Leo Huttrop (1887–1972), Landrat

## Bilder

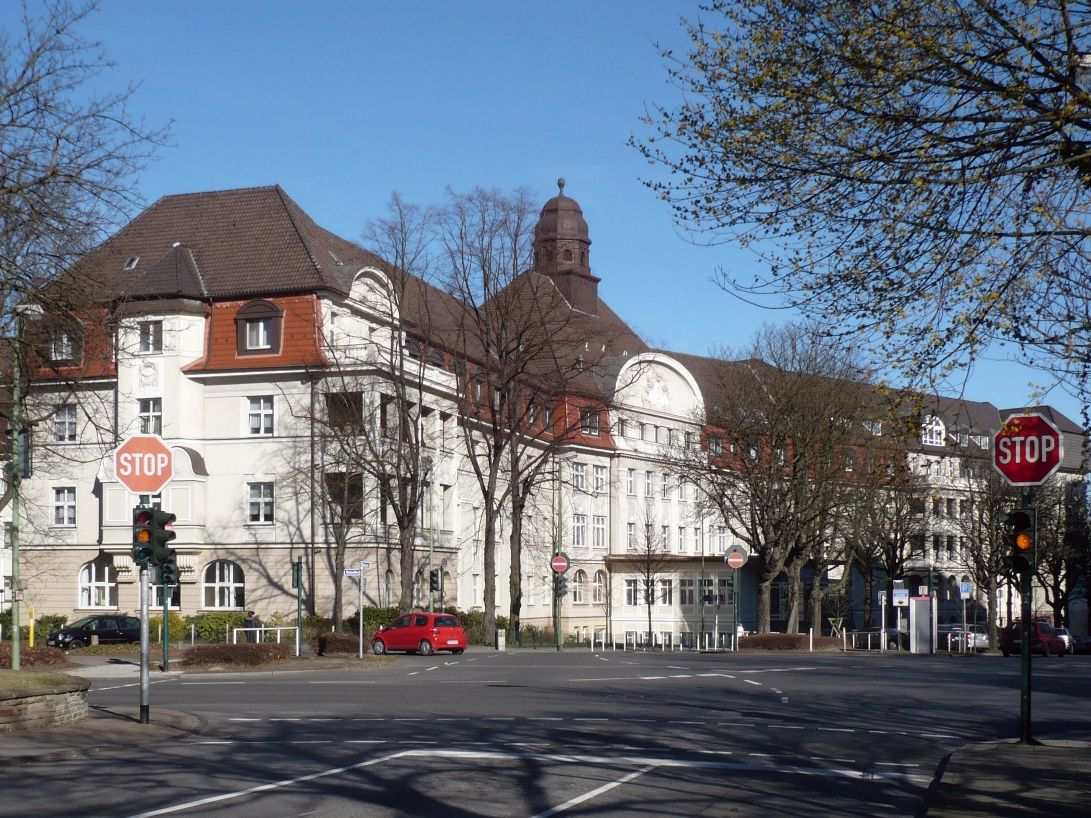
Elisabeth-Krankenhaus
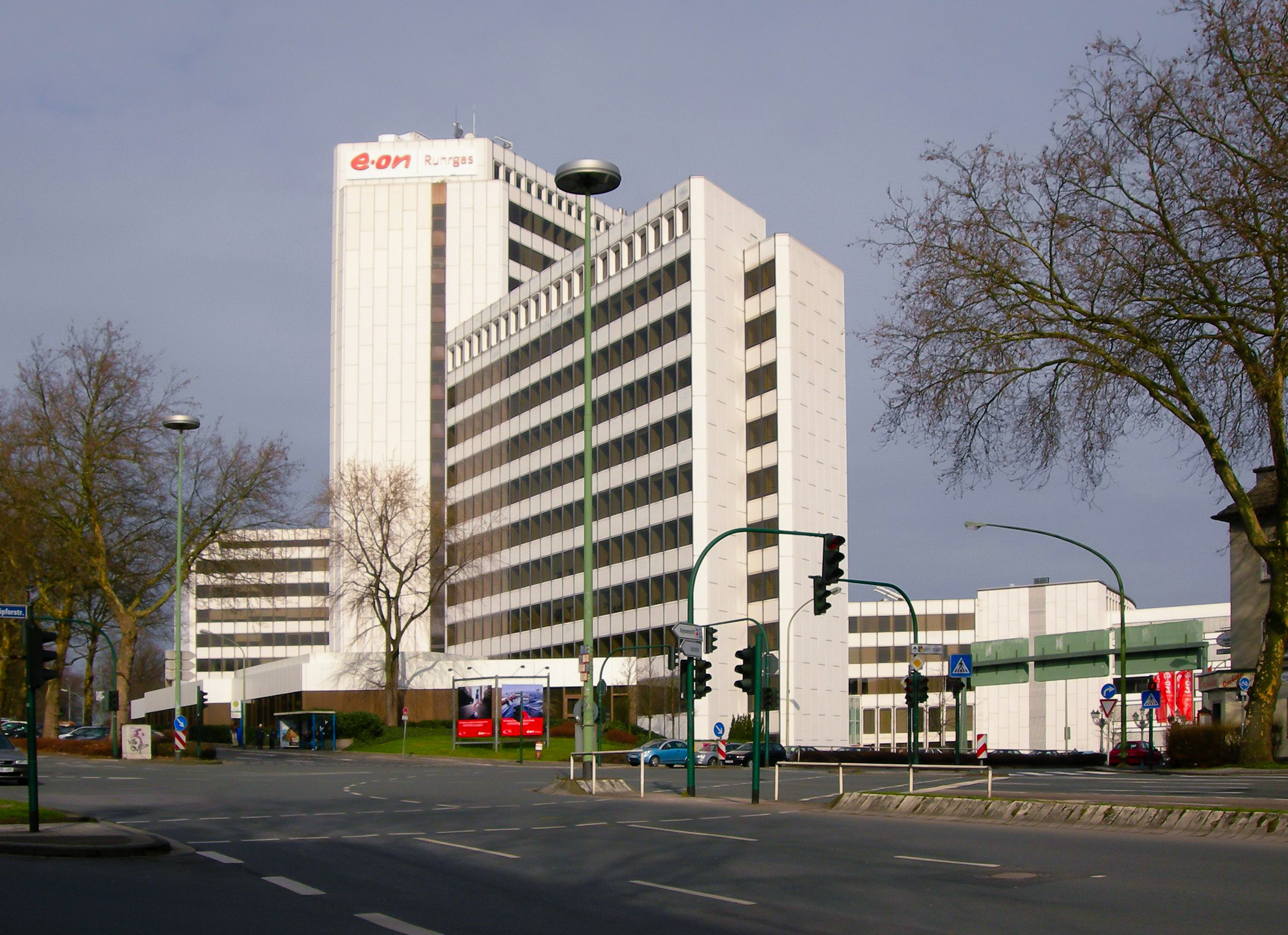
Ruhr-Turm (ehemalige E.ON Ruhrgas-Konzernzentrale)
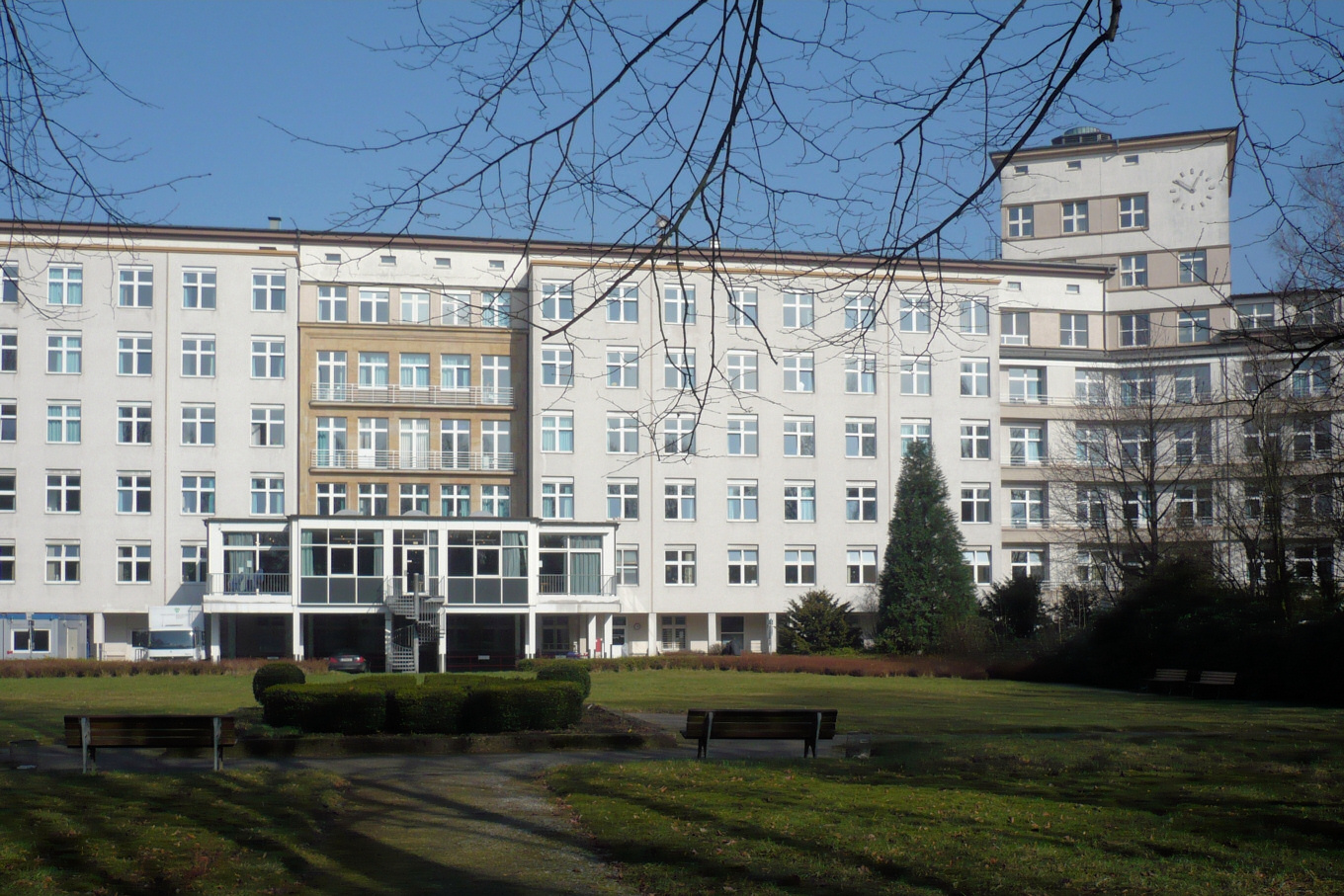
Huyssens-Stiftung
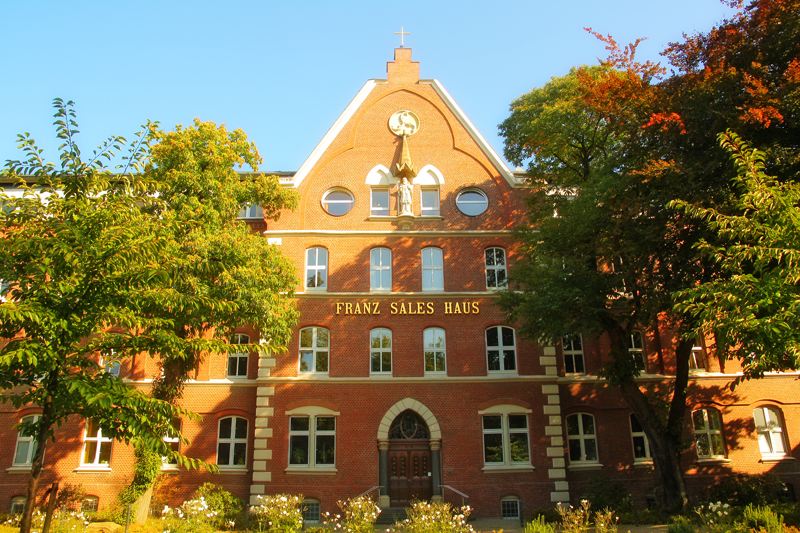
Historische Fassade des Franz Sales Hauses
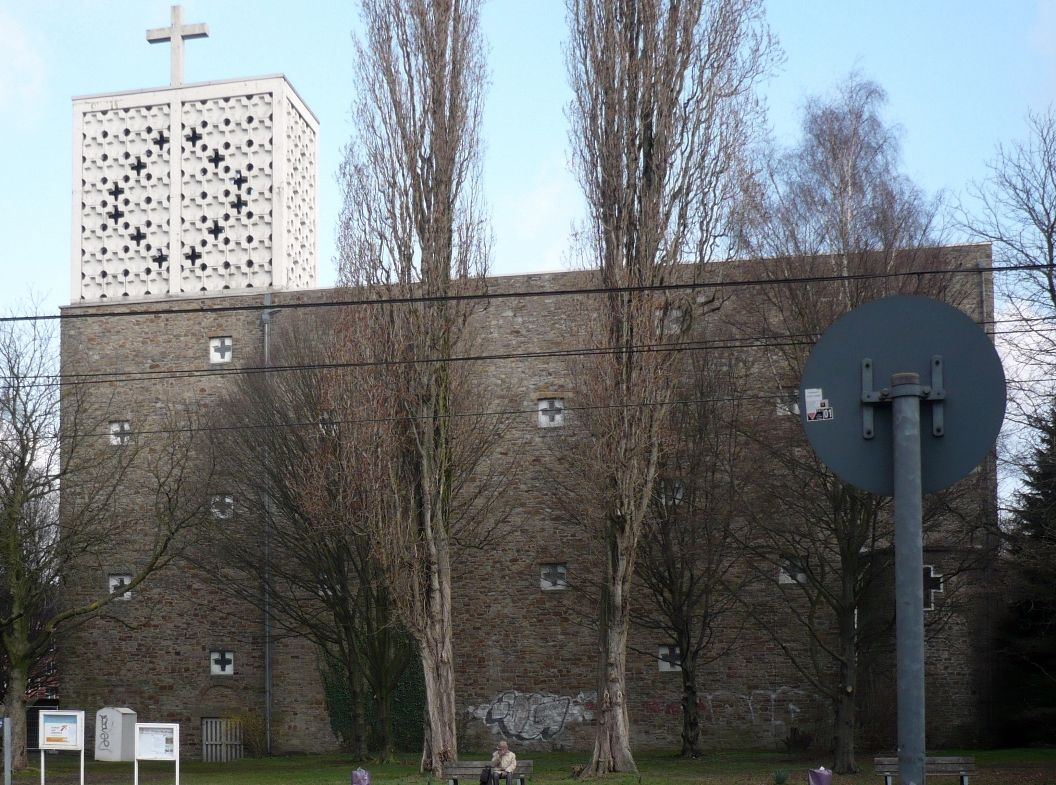
Neue Pauluskirche, Ende 2007 entwidmet und 2015 zum Altenwohnheim umgebaut
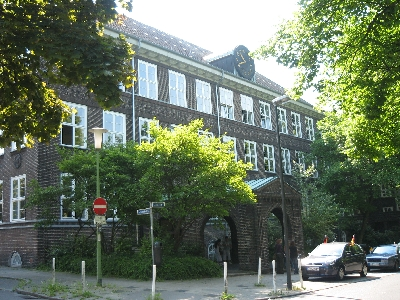
Ruhr-Kolleg, historisches Schulgebäude von 1913
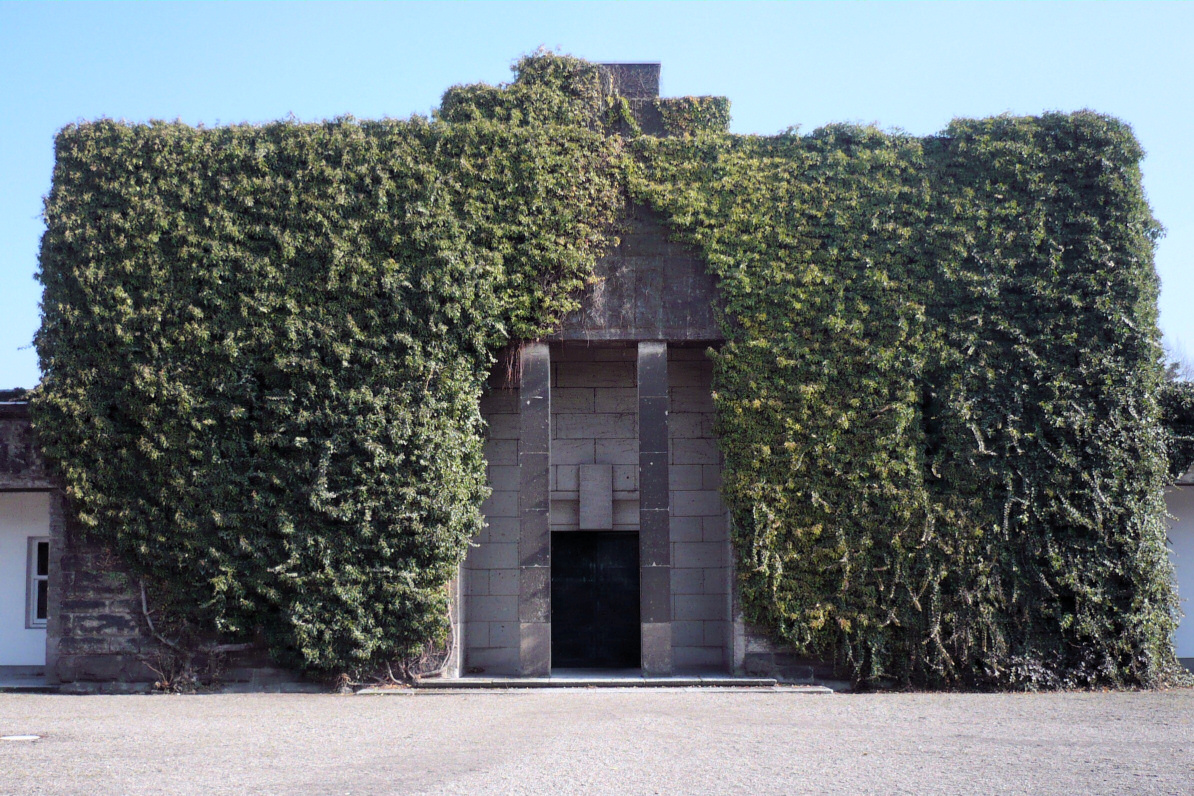
Parkfriedhof Essen, historischer und größter Friedhof Essens